# Mury (piosenka)
Mury – słowa napisane w 1978 roku przez Jacka Kaczmarskiego do melodii piosenki „L’estaca”, skomponowanej w 1968 przez katalońskiego pieśniarza Lluísa Llacha, inspirowana tekstem i osobą jej autora.
Wykonywana była pierwotnie przez Kaczmarskiego, Przemysława Gintrowskiego i Zbigniewa Łapińskiego jako finał programu Mury. W latach 80. XX wieku zdobyła wielką popularność w polskim podziemiu antykomunistycznym.
Maszynopis tekstu „Murów” znajduje się w zbiorach Biblioteki Narodowej. Stanowi on fragment Archiwum Jacka Kaczmarskiego, zakupionego w 2013 od córki artysty, Patrycji Volny. Od 2024 maszynopis prezentowany jest na wystawie stałej w Pałacu Rzeczypospolitej.

## Inspiracja
Filip Łobodziński (wówczas student iberystyki) wspominał: „Podczas tego wieczornego spotkania słuchaliśmy płyty Lluísa Llacha. Jackowi Kaczmarskiemu ogromnie spodobała się piosenka pt. »L’estaca« (Pal). Wkrótce sam napisał słowa do jej melodii”. Podobną genezę utworu podaje Jarosław Gugała.
Wersja Kaczmarskiego bardzo szybko się przyjęła i zaczęła rozbrzmiewać w środowisku opozycji. Kiedy latem 1980 roku narodziła się Solidarność, „Mury” stały się hymnem związkowców. Joanna Kozińska-Frybes, uczestniczka grudniowego spotkania, mówi: „»Mury« były dla nas bardziej czytelną metaforą”.
J. Kaczmarski: „Słuchałem kiedyś płyty Katalończyka Lluísa Llacha, który to śpiewa, a 10 tysięcy ludzi powtarza refren. Tekst tam jest inny, o wyrywaniu pala, do którego są przywiązani ludzie, ale motyw jakby ten sam”.
Piosenka Llacha zyskała niezwykłą popularność w Katalonii, była śpiewana na koncertach i manifestacjach jako protest przeciwko dyktaturze Franco. Po tym, gdy jej wykonywanie zostało zakazane przez władze – na demonstracjach nucono samą melodię, co znalazło odzwierciedlenie w tekście Kaczmarskiego („sama melodia bez słów/niosła ze sobą starą treść”), niejako poświęconym w ten sposób Llachowi.
Podobnie jak z innymi ważnymi pieśniami, „L’estaca” wymknęła się z rąk Llacha i Kaczmarskiego, żeby żyć swoim własnym życiem. Śpiewano ją w okresie stanu wojennego. Nielegalna radiostacja Radio Solidarność rozpoczynała swe audycje fragmentem „Murów”. Więzieni związkowcy zmienili jej zakończenie, aby brzmiało mniej pesymistycznie. Gorzka, paradoksalna wymowa ostatniej zwrotki bywała powszechnie pomijana przez odbiorców („A mury rosły, łańcuch kołysał się u nóg”). Zastąpiono to słowami: „A mury runą, runą, runą/ I pogrzebią stary świat”.
Historię utworu opowiada reportaż radiowy pt. „Ballada o pieśni” (premiera w Programie Trzecim Polskiego Radia w 2018).

## Wersyfikacja
Utwór jest napisany siedmiozestrojowcem tonicznym ze średniówką po czwartym zestroju. Rymy występują zarówno między kolejnymi klauzulami (zakończeniami wersów), jak i między kolejnymi średniówkami, co tworzy system pośredni pomiędzy rymami przyległymi a rymami krzyżowymi. Średniówki i klauzule są wyłącznie męskie. Długość wersu waha się od czternastu zgłosek („i z pieśnią, że już blisko świt, szli ulicami miast”) do siedemnastu („Zwalali pomniki i rwali bruk: ten z nami! Ten przeciw nam!”), przy znacznej przewadze piętnastozgłoskowca 8+7 („Śpiewali więc, klaskali w rytm, jak wystrzał poklask ich brzmiał”).
Odrębna jest konstrukcja refrenów. W utworze występują dwa refreny, każdy powtarzany dwukrotnie (drugi z nich z niewielkimi zmianami). Są one napisane bezśredniówkowym czterozestrojowcem tonicznym. Są czterowersowe, rymuje się jedynie drugi i czwarty wers (w pierwszym refrenie pierwszy, drugi i czwarty). W obu refrenach klauzula pierwszego, drugiego i czwartego wersu jest męska, a trzeciego – żeńska. Długość wersu w refrenie waha się od siedmiu zgłosek („Wyrwij murom zęby krat!”) do dziewięciu („A mury runą, runą, runą”).

## Przesłanie
Piosenka stała się nieoficjalnym hymnem „Solidarności” i symbolem walki z reżimem oraz roli poety („śpiewał, że czas by runął mur... oni śpiewali wraz z nim”). Utwór cechuje bardzo żywiołowa melodia oraz pesymistyczne przesłanie – podmiot liryczny (śpiewak-poeta) porywa ludzi piosenką zagrzewającą ich do walki – po czym traci ją na rzecz zaślepionego rewolucją tłumu.
„Mury” napisałem w 1978 r. jako utwór o nieufności do wszelkich ruchów masowych. Usłyszałem nagranie Lluísa Llacha i śpiewający, wielotysięczny tłum i wyobraziłem sobie sytuację – jako egoista i człowiek, który ceni sobie indywidualizm w życiu – że ktoś tworzy coś bardzo pięknego, bo jest to przepiękna muzyka, przepiękna piosenka, a potem zostaje pozbawiony tego swojego dzieła, bo ludzie to przechwytują. Dzieło po prostu przestaje być własnością artysty i o tym są „Mury”. I ballada ta sama siebie wywróżyła, bo z nią się to samo stało. Stała się hymnem, pieśnią ludzi i przestała być moja.
Początkowo Jacek Kaczmarski nadał utworowi tytuł „Ballada o pieśni”.

## Odbiór społeczny
Refren:
„Wyrwij murom zęby krat
Zerwij kajdany, połam bat!
A mury runą, runą, runą, i pogrzebią stary świat”
– jak podkreślał sam Kaczmarski, został zrozumiany na opak. Jego brzmienie jest bowiem wpisane w cudzysłów, w usta wielotysięcznego, oszalałego tłumu. Tymczasem postawa tego tłumu, udzieliła się również odbiorcom „Murów”, którzy śpiewali te słowa, jakby były one wskazówką dla ich działania.
Piosenka była śpiewana podczas strajków w stoczni, zyskała ogromną popularność wśród internowanych w stanie wojennym. Refren piosenki został sygnałem dźwiękowym Radia „Solidarność”.
Ostatnia zwrotka piosenki była wielokrotnie zagłuszana, zaklaskiwana podczas koncertów, a także zmieniana na bardziej optymistyczne przesłanie („A murów nie ma, nie ma, nie ma...”), mimo zdecydowanego sprzeciwu Kaczmarskiego wobec takich praktyk. Swój sprzeciw Kaczmarski wyraził pisząc piosenkę „Mury ‘87 (Podwórko)”.

## Inne wersje
Trzecią wersję piosenki stworzył Filip Łobodziński. W 1983 roku założył on grupę muzyczną Zespół Reprezentacyjny, w którego repertuarze szybko znalazły się „Mury” z oryginalnym tekstem katalońskiej piosenki przetłumaczonym przez Agnieszkę Rurarz.
Tłumaczenie piosenki Kaczmarskiego na język rosyjski i białoruski śpiewane było m.in. podczas antyrządowych protestów na Białorusi, które przetoczyły się między majem a czerwcem 2020 roku, a następnie było wykorzystywane w kampanii wyborczej Swiatłany Cichanouskiej.

## Dyskografia
Piosenka Mury została zarejestrowana na następujących płytach:
- Mury, 1980
- Chicago – Live, 1983
- Live, 1990 (w wersji kasetowej)
- Mury w Muzeum Raju, 1991
- Złota kolekcja: Jacek Kaczmarski – Źródło, 2003
- Złota kolekcja: Gintrowski, Kaczmarski, Łapiński – Pokolenie, 2003
- Suplement (CD 6), 2006
- Arka Noego (CD: Suplement 6), 2007

Wykonania nieautorskie:
- Jedna z nowszych aranżacji utworu została zagrana przez Jeana Michela Jarre’a, Akademicki Chór Uniwersytetu Gdańskiego i orkiestrę Polskiej Filharmonii Bałtyckiej na koncercie Przestrzeń Wolności, który odbył się 26 sierpnia 2005 r. na terenie Stoczni Gdańskiej z okazji obchodów 25. rocznicy powstania Solidarności. Nagranie tego koncertu znajduje się na płytach Live from Gdańsk (Koncert w Stoczni) (CD) i Solidarność Live (DVD).
- Antoni Jabłoński wykonuje piosenkę z dopisaną zwrotką nieznanego autorstwa dodającą happy end. Wersja ta wykonywana była m.in. w 2005 na konwencjach Prawa i Sprawiedliwości[10].
- W 2007 r. „Mury” w aranżacji reggae znalazły się na płycie z piosenkami Jacka Kaczmarskiego A ty siej zespołu Habakuk.
- W 2007 r. „Mury” znalazły się na płycie z piosenkami Jacka Kaczmarskiego Autor zespołu Strachy na Lachy.
- Piosenkę podczas Koncertu dla Niepodległej 10 listopada 2018 na Stadionie Narodowym w Warszawie dla 37-tysięcznej publiczności wykonali: Krystyna Prońko i grupa Sound’n’Grace[11].